# Дашевиці (Мазовецьке воєводство)
Дашевиці (пол. Daszewice) — село в Польщі, у гміні Бельськ-Дужий Груєцького повіту Мазовецького воєводства.
У 1975-1998 роках село належало до Радомського воєводства.